# Kawasaki Heavy Industries Motorcycle & Engine
Kawasaki Heavy Industries Motorcycle & Engine — підрозділ компанії Kawasaki Heavy Industries, що займається виробництвом мотоциклів, мотовсюдиходів, вантажопасажирських автомобілів, водяних мотоциклів, гідроциклів та бензинових двигунів загального призначення. До 1 квітня 2010 року компанія носила назву Kawasaki Heavy Industries Consumer Products and Machinery Company, яку змінили на нинішню, щоб підкреслити важливість мотоциклів та бензинових двигунів як фундаментальних для компанії.

## Мотоцикли
Літакобудівна компанія Кавасакі почала розробку мотоциклетних двигунів у 1949 році. Розробка була завершена в 1952 році і у 1953 році розпочалося їх масове виробництво. Це був чотиритактний одноциліндровий двигун з повітряним охолодженням, об'ємом 148 куб.см, максимальною потужністю 4 к.с. (2.9 кВт; 3,9 к.с.) при 4000 оборотів на хвилину. У 1954 році був випущений перший мотоцикл Kawasaki під назвою «Meihatsu».
У 1960 році було завершено будівництво заводу, на якому вироблялись виключно мотоцикли, а також було придбано японську компанію «Meguro motorcycles».
У 1961 році розпочалося комплексне виробництво мотоциклів Kawasaki. Першою моделлю стала «B7».
В 1965 році запущено у виробництво серію «W1».

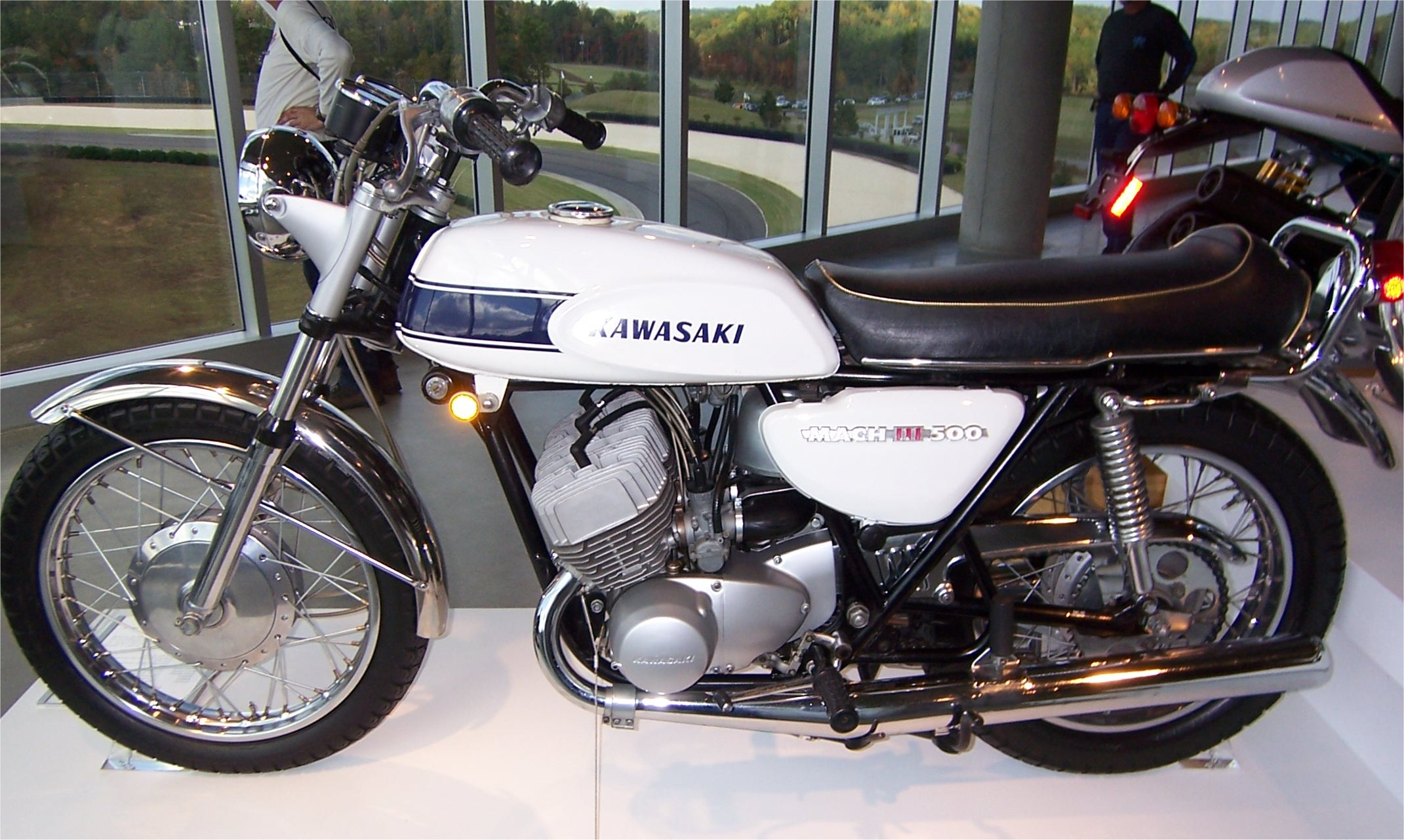
Kawasaki 500 Mach III H1, модель 1969 року

Після серії W, найпопулярнішого на той час японського мотоцикла, компанія у 1969 році ввела нову епохальну модель, серію H1, оснащену двотактним три-циліндровим двигуном, об'ємом 498 см³. У ту епоху, великі мотоцикли вироблялись в основному європейськими виробниками, які також домінували на ринку США. Проте, запуск нової моделі дозволив Kawasaki різко збільшити експорт японських мотоциклів. Успіх H1 підтвердив репутацію мотоциклів Kawasaki на ринку США. Серед унікальних властивостей Н1 були потужний і високо продуктивний двигун, випускний рев якого був типовим для 3-циліндрових моделей. Характерною особливістю мотоцикла були асиметрично встановлені глушники (два справа, один ліворуч), і двокольорове біло-синє забарвлення.

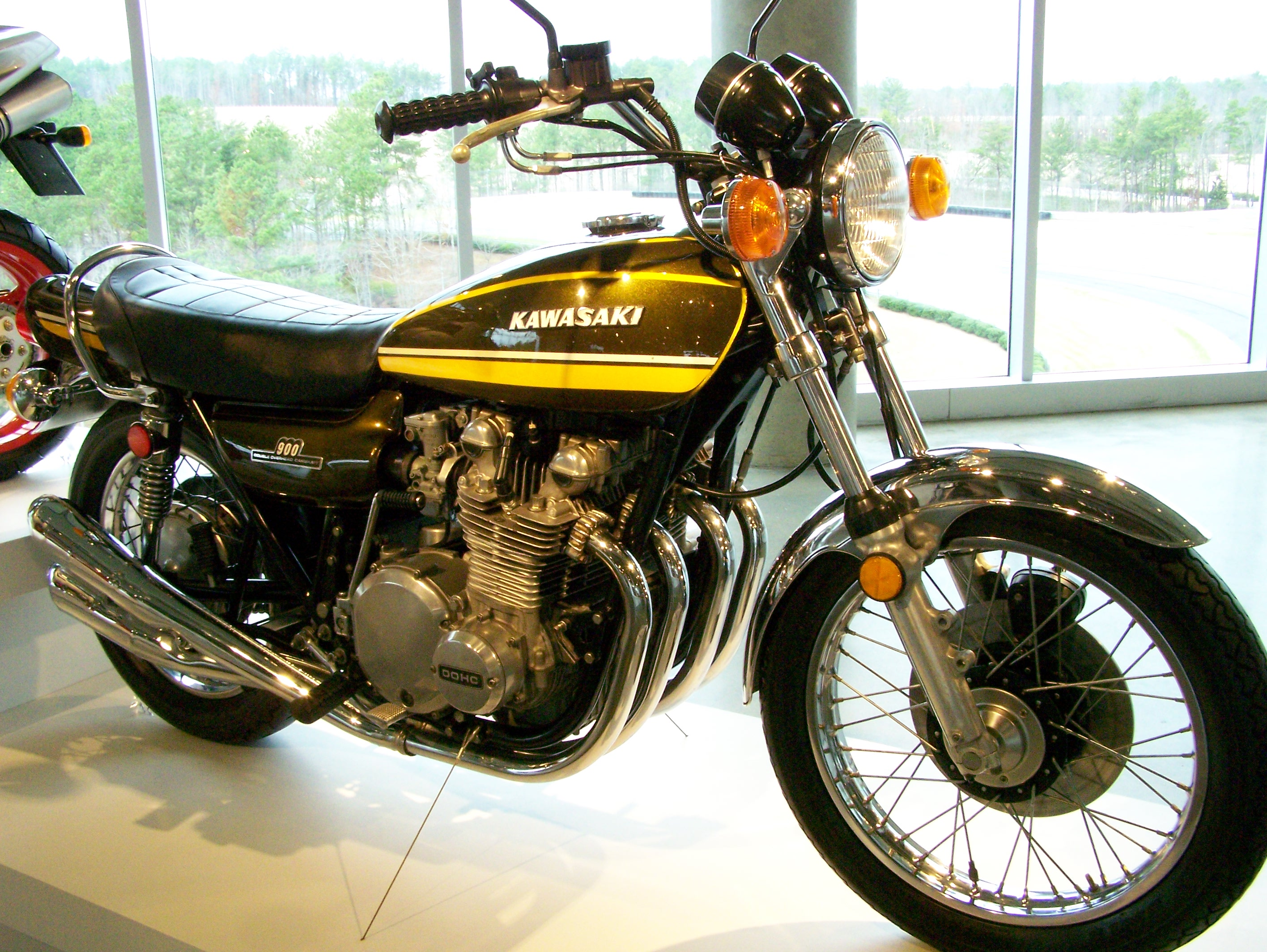
Kawasaki 900 Z1, модель 1974 року

У 1972 році Kawasaki представила найпотужніший японський мотоцикл, модель Z1, оснащений чотиритактним 4-циліндровим двигуном з повітряним охолодженням, об'ємом 903 см³, типу DOHC (двигун з двома розподільними валами в головці циліндрів). Це був перший 4-тактний двигун Kawasaki. Під кодовою назвою «Нью-Йоркський стейк» (англ. New York Steak), ще в стадії розробки Z1 став «апетитним мотоциклом». Відразу після виходу в серію ця модель здобула високу популярність, ставши довгостроковим бестселером. Z1, піонер моделей Supersport, не тільки зміцнив репутацію Kawasaki як виробника великих мотоциклів, але й залишився у суспільній свідомості як один з найбільш чудових мотоциклів і по сьогоднішній день.

## Гідроцикли
Гідроцикли серії «Jet Ski», розроблений Kawasaki в 1973 році як перший гідроциклів в світі, тепер має основні моделі з екологічних 4-тактних двигунів і моделей з нагнітачами, підкреслюючи технологічну перевагу Кавасакі.

## Інше
Компанія також займається реалізацією різних видів бензинових двигунів загального призначення, починаючи від розміром з долоню 23-кубового двигуна до 1000 см³ V-Twin, а також кущорізів, повітродувок, тощо, оснащених цими двигунами.
Усі підрозділи Kawasaki мають строгі стандарти контролю якості, які об'єднують потужні двигуни і високоточну технологію управління живленням. Ці стандарти також застосовуються для всіх продуктів компанії, в тому числі мотоциклів. Крім того, Kawasaki надає пріоритетну увагу питанням охорони навколишнього середовища.
Материнський завод компанії розташований в місті Акаші, префектура Хьоґо. Виробничі потужності розгорнуті також в США, Південній Америці і Азії.